# Bruce Robertson (wioślarz)
Bruce D. Robertson (ur. 17 czerwca 1962 w Calgary) – kanadyjski wioślarz. Złoty medalista olimpijski z Barcelony.
Brał udział w igrzyskach (IO 88, IO 92). W 1992 wspólnie z kolegami triumfował w ósemce. W ósemce był również srebrnym medalistą mistrzostw świata w 1990 i 1991.